# Хотінок Ісак Павлович
Ісак Павлович (Пінхусович) Хотіно́к (* 18 грудня (31 грудня) 1908, село Борзна, нині місто Чернігівської області — † 14 листопада 1980, Київ) — український графік і медальєр. Заслужений художник УРСР (1974).

## Біографія
Родом з Борзни на Чернігівщині. Мистецьку освіту здобув у Харківському художньому інституті (1928, класи Івана Падалки і Василя Єрмилова).
Учасник Великої Вітчизняної війни. Нагороджений орденом Червоної Зірки, медалями.

## Творчість

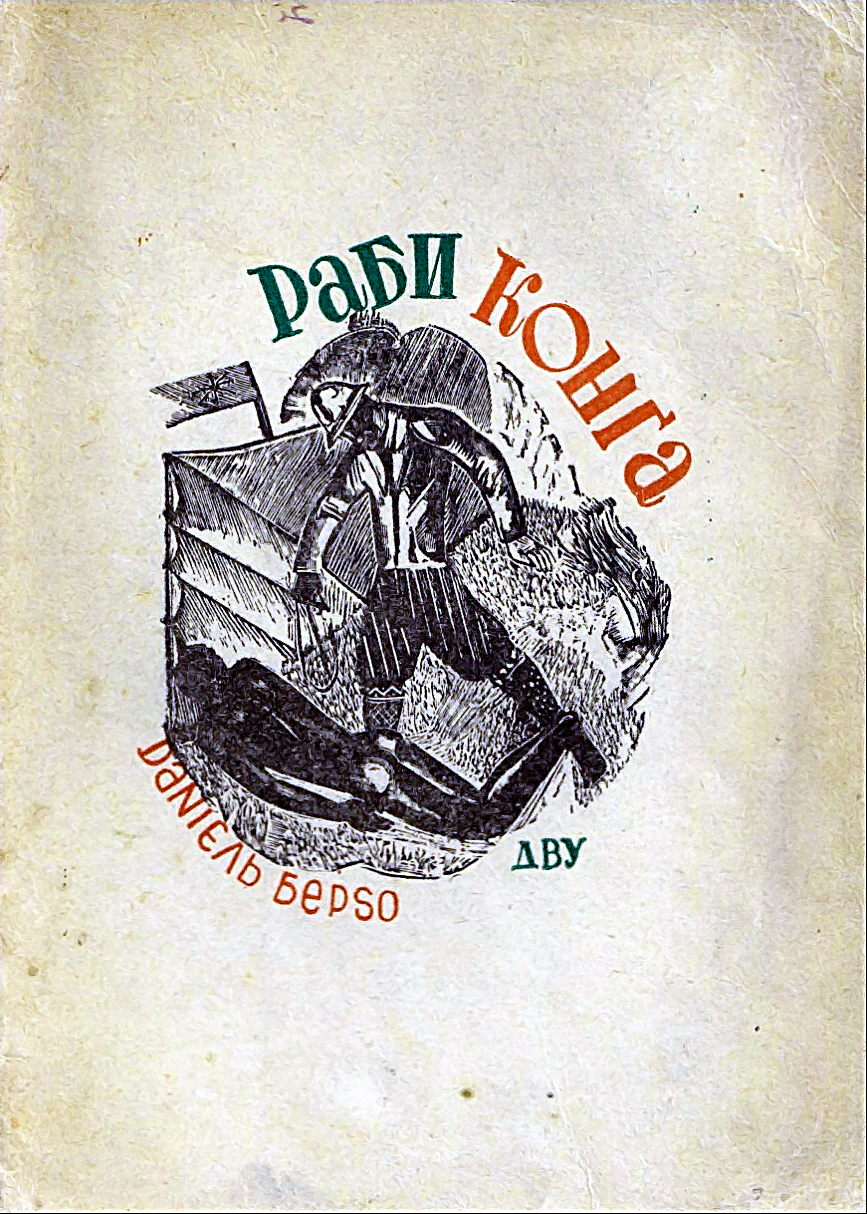
Даніель Берсо. «Раби Конґа». 1930. Дереворити Ісака Хотінка.

Працював у станковій (пейзажі і портрети) і книжковій графіці.
Ілюстрації та оформлення книжок: «Дубові гряди» Івана Сенченка (1919), «Раби Конґа» Даніеля Берсо (1930, у співавторстві з Л. Перешкольником), «Про брук і молоток» Івана Кулика (1931), «Витязь у тигровій шкурі» Шота Руставелі (1950), «Українські народні пісні» (1951), «Українське народне декоративне мистецтво» (1956), «Кобзар» Т. Шевченка (1957), зб. перекладів з Г. Гейне (1956) і Ю. Словацького (1959), «Декамерон» Дж. Боккаччо (1964), «Далекі орбіти» Андрія Малишка, «Українські філіграні» (1972) та ін.
Твори Хотінка експонувалися на виставці АНУМ у Львові (1932).
Хотінок виконав ескізи медалей до сторіччя з дня смерти Тараса Шевченка, до ювілеїв Івана Франка, А. Данте, Івана Котляревського та ін.
Автор обкладинки першого видання Української радянської енциклопедії.